# Мамацев, Константин Христофорович
Константин Христофорович (Хойхосрович) Мамацев (Мамацашвили) (1818—1900) — генерал-лейтенант, участник покорения Кавказа и Крымской войны.

## Биография
Родился в селе Руиси Горийского уезда Грузинской губернии в 1818 году.
Образование получил в Пажеском корпусе, по окончании которого был выпущен прапорщиком в артиллерию.
С 1837 г. служил в Кавказской гренадерской артиллерийской бригаде на Черноморском побережье. Неоднократно принимал участие в боях с горцами, за отличие в одном из сражений представлен к ордену св. Георгия 4-й степени, но не получил его. С 1840 г. находился в Чечне и Дагестане, воевал против Шамиля. В 1846 г. назначен командиром 1-й легкой батареи Кавказской гренадерской артиллерийской бригады. В 1851 году получил в командование 5-ю лёгкую батарею 20-й артиллерийской бригады и был произведён в полковники.
Во время Крымской войны, числясь командиром батарейной № 1 батареи 13-й артиллерийской бригады, командовал артиллерией Горийского отряда князя Бебутова, 17 октября 1854 г. награждён орденом св. Георгия 4-й степени (№ 9319 по списку Григоровича — Степанова)
В воздаяние отличных подвигов мужества и храбрости, оказанных в сражении с Турками 4-го Июня сего года, на р. Чолоке, где, начальствуя всею артиллериею отряда, лично распоряжался движениями и установкою батарей, и наступая с ними стремительно, приближался к неприятельским войскам и батареям на самый близкий картечный выстрел и прекращал огонь неприятельской артиллерии, чем и доставил нашим войскам возможность выстраиваться на позициях.
С 1856 г. занимал должность командира Кавказской гренадерской артиллерийской бригады. 22 ноября 1860 г. произведён в генерал-майоры. С 22 ноября 1869 г. — генерал-лейтенант и помощник командующего артиллерией Кавказской армии, тогда же был зачислен в списки 4-й батареи Кавказской гренадерской артиллерийской бригады с правом ношения формы.
Во время русско-турецкой войны 1877—1878 гг. исполнял обязанности Елизаветпольского генерал-губернатора. За разгром на реке Чолоке 35-тысячного турецкого корпуса Селима-паши награждён золотой саблей с надписью «За храбрость».
В 1884 году по болезни вышел в отставку.
Мамацев вёл активную общественную деятельность. Избирался депутатом местного самоуправления, председателем комитета дворянской школы, вице-президентом сельскохозяйственного общества. Был одним из основателей общества по распространению грамотности среди грузин и Дворянского грузинского банка.
К. Х. Мамацев скончался в 1900 г. в Тифлисе, погребён в ограде Дидубийской церкви.

### Семья
- Сын — Леон Константинович (1863—1916), в чине генерал-майора погиб в Первой мировой войне[1].
- Брат — Иосиф Христофорович, также был генералом русской императорской армии.
- Племянник — Дмитрий Иосифович, в чине подполковника артиллерии участвовал в русско-турецкой войне 1877—1878 гг. и за отличие при штурме Карса был награждён орденом св. Георгия 4-й степени.

## Награды
- За боевые отличия в боях с горцами получил ордена св. Владимира 4-й степени с мечами и бантом (31 июля 1845), св. Станислава 3-й степени с мечами (1851) и св. Анны 2-й степени (1851).
- За время своей службы Мамацев среди прочих наград имел ордена: св. Станислава 3-й степени, св. Владимира 3-й степени, св. Владимира 2-й степеней с мечами и св. Анны 2-й степени с короной.
- В 1877 году был удостоен знака отличия за XL лет беспорочной службы в офицерских чинах.
- Жители города Нухи Елисаветпольской губернии в 1878 году подарили Мамацеву серебряный кубок с памятной надписью «От благодарных жителей генералу Мамацеву».

## Увековечение памяти
Населённый пункт его имени Мамацев Шовгеновский район, республика Адыгея.